# John Neergaard
John Neergaard (né le 11 novembre 1795 et mort le 15 juin 1885) est un agriculteur, lensmann (en) et politicien norvégien.

## Biographie
Neergaard est né dans le village de Romundstad dans la commune de Rindal,. En plus de son travail d'agriculteur, il exerce la fonction d'huissier de justice (lensmann) dans la commune de Gjemnes entre 1836 et 1854. Il est élu au Storting neuf fois, de 1827 à 1828, de 1833 à 1841 et de 1843 et 1854. Il est particulièrement connu pour son militantisme pour les intérêts des agriculteurs. En 1830, il publie le livre En Odelsmanns Tanker om Norges nærværende Forfatning appelé populairement Ola-boka, qui joue un rôle déterminant dans l'augmentation du nombre d'agriculteurs élus aux élections législatives de 1833, passant de 21 à 45. Il est considéré comme le père du système de gouvernements locaux appelé formannskapslovene, qui voit le jour à partir de 1837, basé sur son projet de loi élaboré en 1833,. Un monument en l'honneur de Neergaard a été érigé le long de la route de comté 341, près de son lieu de naissance.